# Conselho de Defesa Nacional
| Conselho de Defesa Nacional            |                                                                     |
| www.gov.br/gsi                         |                                                                     |
| Criação                                | 29 de novembro de 1927 (97 anos)                                    |
| Símbolo do Conselho de Defesa Nacional |                                                                     |
| Símbolo do Conselho de Defesa Nacional |                                                                     |
| Atual ministro                         | Presidente do Brasil Luiz Inácio Lula da Silva                      |
| Atual secretário                       | Ministro de Segurança Institucional Marcos Antonio Amaro dos Santos |

O Conselho de Defesa Nacional (CDN) é um órgão consultivo do Presidente do Brasil em assuntos de segurança nacional, política externa e estratégia de defesa. O Conselho foi criado em 29 de novembro de 1927 pelo Presidente Washington Luís. Ele é composto de ministros importantes e comandantes militares e presidido pelo Presidente do Brasil.

## História
O Conselho de Defesa Nacional foi instituído pelo Decreto nº. 17.999 de 29 de novembro de 1927 e organizado pelo Decreto nº. 23.873 de 15 de fevereiro de 1934. Foi presidido pelo Presidente e composto por vários ministros, o Chefe do Estado Maior do Exército, o Chefe do Estado Maior da Marinha e em tempo de guerra, por generais e almirantes de determinados comandos. Teve como órgãos complementares, a Comissão Nacional de Estudos de Defesa, a Secretaria-Geral da Defesa Nacional e setores da defesa nacional em cada ministério do governo.
O papel do Conselho foi reafirmado com a promulgação da Constituição de 1934. Na parte dedicada à segurança nacional (artigo 162), o Conselho de Defesa Nacional foi renomeado Conselho de Segurança Nacional (CSN). O decreto-lei nº. 900 de 29 de setembro de 1969, alterou algumas disposições do Decreto-Lei nº. 200 e o Conselho de Segurança Nacional se tornou o "conselho de mais alto nível de assessoramento ao presidente da República, na formulação e execução da política de segurança nacional". Em setembro de 1980, um decreto presidencial estabeleceu o regimento interno da CSN.
A nova Constituição de 1988 renomeou o Conselho de Segurança Nacional para Conselho de Defesa Nacional.
Atualmente a organização e o funcionamento do Conselho de Defesa Nacional são regulados pela Lei n° 8.183, de 11 de abril de 1991, alterada pela pela Medida Provisória nº 2216-37, de 2001.

## Responsabilidades
O Conselho de Defesa Nacional é responsável por assessorar o Presidente no caso de declarar guerra ou estabelecer a paz, em decretar estado de defesa, estado de sítio ou de intervenção federal e propor os critérios e condições para a utilização de áreas indispensáveis à segurança nacional do território e opinar sobre seu efetivo uso, especialmente nas fronteiras e questões relacionadas com a preservação e a exploração dos recursos naturais de qualquer espécie, bem como estudar, propor e acompanhar o desenvolvimento das medidas necessárias para garantir a independência nacional e a defesa do Estado democrático.
O Conselho elabora documentos essenciais que definem as diferentes abordagens conceituais para a segurança nacional. As reuniões regulares do Conselho são realizadas de acordo com um calendário fixado pelo Presidente e, se necessário, o Conselho poderá realizar reuniões extraordinárias. O presidente define a agenda e a ordem do dia, com base nas recomendações do Secretário Executivo do Conselho. O presidente preside as reuniões, enquanto o secretário tem reuniões de trabalho com membros do Conselho em uma base regular.[carece de fontes?]